# Бойлінг-Спрінгс (Північна Кароліна)
Бойлінг-Спрінгс (англ. Boiling Springs) — місто (англ. town) в США, в окрузі Клівленд штату Північна Кароліна. Населення — 4615 осіб (2020).

## Географія
Бойлінг-Спрінгс розташований за координатами 35°15′8″ пн. ш. 81°39′49″ зх. д. / 35.25222° пн. ш. 81.66361° зх. д. (35.252185, -81.663601).  За даними Бюро перепису населення США в 2010 році місто мало площу 11,53 км², уся площа — суходіл.

## Демографія
Згідно з переписом 2010 року, у місті мешкало 4647 осіб у 1366 домогосподарствах у складі 988 родин. Густота населення становила 403 особи/км².  Було 1471 помешкання (128/км²).
Расовий склад населення:
| - 86,1 % — білих - 11,3 % — чорних або афроамериканців - 0,4 % — азіатів - 0,2 % — корінних американців |

До двох чи більше рас належало 1,5 %. Частка іспаномовних становила 2,0 % від усіх жителів.
За віковим діапазоном населення розподілялося таким чином: 20,3 % — особи молодші 18 років, 71,1 % — особи у віці 18—64 років, 8,6 % — особи у віці 65 років та старші. Медіана віку мешканця становила 24,4 року. На 100 осіб жіночої статі у місті припадало 89,5 чоловіків;  на 100 жінок у віці від 18 років та старших — 84,3 чоловіків також старших 18 років.
Середній дохід на одне домашнє господарство  становив 78 141 долар США (медіана — 64 602), а середній дохід на одну сім'ю — 94 688 доларів (медіана — 82 107). Медіана доходів становила 56 681 долар для чоловіків та 39 315 доларів для жінок. За межею бідності перебувало 11,1 % осіб, у тому числі 14,2 % дітей у віці до 18 років та 2,4 % осіб у віці 65 років та старших.
Цивільне працевлаштоване населення становило 1765 осіб. Основні галузі зайнятості: освіта, охорона здоров'я та соціальна допомога — 39,5 %, роздрібна торгівля — 14,5 %, виробництво — 11,0 %, мистецтво, розваги та відпочинок — 8,6 %.